# Пиер Булез
Пиѐр Луѝ Жозѐф Булѐз (на френски: Pierre Louis Joseph Boulez, [pjɛʁ lwi ʒozεf bulɛz]) е френски композитор, диригент и музиколог.
Роден е на 26 март 1925 година в Монбризон в семейството на инженер. През 1945 година завършва Парижката консерватория, където учи при Оливие Месиен. През следващите десетилетия се налага като водеща фигура в авангарда на класическата музика, оказвайки силно влияние върху теченията на сериализма и алеаториката. Той е и сред водещите диригенти на своето поколение, като в различни периоди е музикален директор на Нюйоркската филхармония и главен диригент на Симфоничния оркестър на Би Би Си. От 1976 до 1995 година преподава в „Колеж дьо Франс“.
Пиер Булез умира на 5 януари 2016 година в Баден-Баден.